# Koślinka (Tuchola)
Koślinka – oficjalna nazwa części miasta Tuchola, położone na skraju Borów Tucholskich, przy drodze wojewódzkiej nr 240 (droga w kierunku Chojnic). Do 1 kwietnia 1931 r.  administracyjnie stanowiła gminę wiejską. Z tą datą została włączona do gminy miejskiej Tuchola.